# Sa Yo Na Ra
〈Sa Yo Na Ra〉는 일본의 팝 밴드 globe의 14번째 싱글로, 1998년 9월 23일 발매되었다. (8cm CD: AVDG-71014) globe가 발표한 음반 중에서 (비록 로마자로 쓰여져 있으나) 처음으로 일본어로 곡의 제목이 일본어로 지어진 작품이다. 이곡의 가사는 마크 팬서 (MARC)와 코무로 테츠야가 썼으며, 작곡과 편곡은 모두 코무로가 맡았다. 당시 globe는 〈wanna Be A Dreammaker〉를 필두로 "BRAND NEW globe 4 SINGLES"라고 이름 붙은, 싱글을 4장 연속 발매하는 기획을 하고 있었고, 이 싱글은 전작이 발매된지 3주만에 발매되었다. 한편 이 곡은 네스카페 광고에 삽입되었다.
전작과 동일하게 이 작품의 뮤직비디오 역시 악몽을 소재로 했으며, globe의 멤버이자 곡의 작사자인 MARC가 경험한 악몽을 주제로 했다. globe는 이 곡으로 1998년 10월 일본레코드협회에서 플래티넘을 인정받았다.
2015년 globe의 첫 트리뷰트 음반 《#globe20th -SPECIAL COVER BEST-》가 발매되었으며, 이 음반엔 우메다 아야카가 부른 〈Sa Yo Na Ra〉가 수록되어 있다.

## 수록곡
| #            | 제목                               | 작사                 | 작곡          | 편곡          | 재생 시간 |
| ------------ | ---------------------------------- | -------------------- | ------------- | ------------- | --------- |
| 1.           | 〈〈Sa Yo Na Ra〉〉 (Straight Run) | 코무로 테츠야 / MARC | 코무로 테츠야 | 코무로 테츠야 | 5:18      |
| 2.           | 〈〈Sa Yo Na Ra〉〉 (BUZZ mix)     |                      |               |               | 7:47      |
| 3.           | 〈〈Sa Yo Na Ra〉〉 (TV mix)       |                      |               |               | 5:15      |
| 총 재생 시간 | 총 재생 시간                       | 총 재생 시간         | 총 재생 시간  | 총 재생 시간  | 18:20     |